# Legació apostòlica d'Urbino
La legació apostòlica d'Urbino va ser una sots-divisió administrativa dels Estats Pontificis, instituïda el 1631 pel Papa Urbà VIII, després de la devolució del ducat d'Urbino als Estats Pontificis.
Provenia directament del ducat d'Urbino, comprenia l'Alta Valmarecchia, territoris d'Urbino i Pesaro i part de l'Umbria (l'Eugubino).
L'11 de maig de 1808 les Marques van ser annexionades al regne napoleònic d'Itàlia, marcant el punt final.

## Cronologia dels presidents i dels cardenals legats
- mons. Berlingerio Gessi, bolonyès - Governador, posteriorment cardenal
- mons. Lorenzo Campeggi bolonyès - Governador general pontifici, posteriorment cardenal 1631
- card. Antonio Barberini, primo Legat, 1631
- card. Francesco Barberini, romà, 1633
- card. Giulio Gabrielli, romà, 1643
- card. Alderano Cybo, di Massa Carrara, 1646
- card. Vincenzo Costaguti, genovès, 1648
- card. Cristoforo Vidman, venecià, 1651
- card. Carlo Pio di Savoia iuniore, ferrarenc, 1654
- card. Luigi Alessandro Omodei, milanès, 1655
- card. Scipione Pannocchieschi, sienès, 1658
- card. Antonio Bichi, sienès, 1662
- card. Cesare Rasponi, ravenès, 1667
- card. Carlo Cerri, venecià, 1670
- card. Paluzzo Paluzzi Altieri degli Albertoni, romà, 1673
- card. Carlo Barberini, romà, 1677
- card. Fabrizio Spada, romà, 1684
- card. Opizio Pallavicini, genovès, 1689
- card. Giacomo Cantelmi, napolità, 1690
- card. Giambattista Rubini venecià, 1690
- card. Fulvio Astalli, romà, 1693
- card. Lorenzo Altieri, romà, 1697
- mons. Marcello d'Aste, romà - President, posteriorment creat cardenal el 1698
- card. Sebastiano Antonio Tanara, romà 1703
- card. Gianantonio Davia, bolonyès 1715
- mons. Alamanno Salviati, florentí - President, posteriorment creat cardenal el 1717
- mons. Federico Lante, romà – President, posteriorment creat cardenal el 1732
- card. Giacomo Oddi, perusià 1744
- card. Carlo Maria Marini, genovès 1746
- mons. Giovanni Francesco Stoppani, milanès - President, posteriorment creat cardenal el 1747
- mons. Ludovico Merlini, forlivese – President, posteriorment creat cardenal el 1756
- mons. Antonio Branciforte Colonna palermità - President, posteriorment creat cardenal el 1760
- mons. Pasquale Acquaviva d'Aragona napolità - President, posteriorment creat cardenal el 1767
- mons. Marco Antonio Marcolini fanès - President, posteriorment creat cardenal el 1773
- mons. Carlo Livizzani Forni modenès - President, posteriorment creat cardenal el 1778
- card. Giuseppe Maria Doria Pamphili genovès - 1786
- mons. Ferdinando Maria Saluzzo napolità - President 1793
- mons. Giovanni Caccia Piatti di Novara - Delegat apostòlic 1800
- mons. Pietro Vidoni di Cremona - Delegat apostòlic 1804-1808[1]